# Ore Oduba
Ore Oduba (Londres, 17 de noviembre de 1985) es un presentador de radio y televisión británico. Es conocido por ganar la decimocuarta temporada de Strictly Come Dancing de BBC One en 2016.
Presentó el programa de noticias de CBBC, Newsround desde 2008 hasta 2013. En 2018 presentó el programa de juegos And They're Off! en ayuda de Sport Relief. También presenta el programa de juegos de BBC One, Hardball.